# Tarsipes rostratus
L'opossum del miele (Tarsipes rostratus Gervais e Verreaux, 1842) è un minuscolo marsupiale dell'ordine dei Diprotodonti. È l'unica specie del genere Tarsipes Gervais e Verreaux, 1842 e della famiglia dei Tarsipedidi (Tarsipedidae).

## Tassonomia
L'opossum del miele non mangia il miele ed è un parente solo alla lontana degli opossum. È un animale dalle caratteristiche uniche: la sua storia fossile non è nota prima di 35.000 anni fa e sembra essere l'unico rappresentante sopravvissuto di una linea di marsupiali che si è staccata molto presto dal ceppo opossum-canguri. Poiché è particolarmente adattato a nutrirsi di polline e di nettare si è evoluto probabilmente quando circa 20 milioni di anni fa si diffuse ampiamente una gran varietà di fiori. Ambienti di questo tipo esistono oggi in aree ristrette intorno al cuore arido dell'Australia; quelle che si trovano nell'Australia sud-occidentale sono ancora molto variate e con più di 3600 specie di piante floreali, in tal modo ci sono sempre delle piante in fiore che forniscono abbastanza cibo a questi animali totalmente dipendenti dal nettare.

## Descrizione
I maschi di opossum del miele hanno una lunghezza testa-corpo di 6,5-8,5 cm e una coda di 7–10 cm; le femmine, un terzo più pesanti dei maschi, hanno una lunghezza testa-corpo di 7–9 cm e una coda di 7,5-10,5 cm. Il manto è brizzolato grigio-marrone sul dorso, rossastro sui fianchi e sulle spalle, vicino al crema ventralmente. Sul dorso corrono tre strisce: una distinta marrone scuro che va dalla base della testa a quella della coda, le altre ai lati di questa sono marrone scuro. Questi piccoli mammiferi hanno un muso appuntito e una coda prensile più lunga del corpo dell'animale. Il primo dito dell'arto anteriore è opponibile agli altri e il palmo è ampio per afferrare i rami: tutte le dita hanno dei cuscinetti sulla punta.
L'opossum del miele si muove veloce attraverso la vegetazione a passo di corsa veloce; la coda viene usata come supporto aggiuntivo e per stabilità nell'arrampicarsi, e quando si nutre usa le zampe anteriori libere per manipolare i fiori. Con le sue mani prensili, i piedi e la coda e la piccola taglia, l'opossum del miele può nutrirsi dei piccoli fiori terminali di tutti i rami, tranne i più esili. I denti sono pochi e anche ridotti in dimensione, e i molari sono in realtà dei piccoli coni.

## Distribuzione e habitat
L'opossum del miele è endemico dell'estremità sud-occidentale dell'Australia Occidentale, dove popola zone calde, cespugliose e boscaglia bassa e aperta.

## Biologia
L'opossum del miele comunica unicamente con un modesto repertorio di segnali visivi e con piccoli squittii, a causa della sua vita soprattutto notturna. L'olfatto, d'altro canto, sembra molto importante nel comportamento sociale e nell'alimentazione. Ambedue i sessi sono maturi a circa sei mesi. Le nascite avvengono durante tutto l'anno, ma il numero di nascite è a un livello molto basso a metà estate (dicembre), quando poche piante sono in fiore, prima di raggiungere il massimo durante i mesi di gennaio-febbraio. Ci sono due ulteriori picchi meno sincronizzati a circa tre mesi di intervallo, il tempo minimo richiesto per allevare un piccolo. Una seconda cucciolata può nascere molto presto, subito dopo che la prima ha lasciato il marsupio o è svezzata, dal momento che nell'opossum del miele esiste la diapausa embrionale; è l'unico marsupiale a parte i canguri e i wallaby (famiglia Macropodidi e Potoroidi) che abbia questa capacità.
Questa organizzazione delle nascite fa sì che il piccolo sia pronto per lasciare il marsupio e badare a se stesso nel momento in cui il cibo è più abbondante, in autunno, in primavera e all'inizio dell'estate.
Il corteggiamento è minimo: il maschio segue una femmina che sta diventando recettiva e cerca di montarla, ma solo quando questa è realmente in calore resta ferma per il tempo sufficiente all'accoppiamento. I giovani alla nascita sono piccoli (pesano 0,005 g) e il loro stadio di sviluppo è quello tipico di un giovane marsupiale. Il marsupio ha quattro mammelle e anche se si possono aver cucciolate di 4 piccoli, 2 o 3 sono la regola comune.
I giovani vengono portati dalla madre nel profondo marsupio per circa 8 settimane; in questo periodo ogni piccolo raggiunge il peso di 2,5 g e ha una pelliccia quasi completa che include le strisce posteriori; ha gli occhi aperti, ma è molto instabile sulle zampe. Non appena si avventurano fuori dal marsupio, la madre lascia i piccoli nel nido (un vecchio nido di uccello o una cavità di un tronco) mentre si nutre e ritorna di tanto in tanto per prendersi cura di loro. Dopo pochi giorni, i piccoli sono in grado di cavalcare sul dorso della madre, ma la madre sembra volerlo evitare, se è possibile, dato che con l'intera prole sul dorso riesce a muoversi a fatica. Circa una settimana dopo aver lasciato il marsupio, il giovane segue la madre mentre essa si nutre. I piccoli smettono di succhiare il latte a circa 11 settimane e probabilmente si disperdono poco dopo.
In cattività le femmine sono dominanti sui maschi e sui giovani e sono molto aggressive con gli estranei, specialmente se maschi; questo suggerisce che, allo stato libero, l'area esclusiva delle femmine con la prole rappresenti un'area temporanea per la nutrizione e la nidificazione. Tali femmine sono intralciate dai loro piccoli perché sono costrette a ritornare al nido per averne cura, dopo che questi sono usciti dal marsupio. Gli opossum del miele frequentemente si uniscono tra loro, un comportamento di risparmio energetico, comune a molti piccoli mammiferi. Quando il clima è freddo e il cibo è scarso, possono entrare in una specie di letargo.

## Conservazione
L'opossum del miele attualmente non è in pericolo di estinzione, ma con l'andar del tempo, una specie con una distribuzione così ristretta potrà richiedere delle attenzioni particolari.